# Alice Ducasse
Anne-Elisa Alice Ducasse (Valparaíso, Chile, 20 de mayo de 1841-París, distrito IX, 4 de diciembre de 1923) fue una cantante de ópera y profesora activa en París.

## Biografía
Alice Ducasse nació en Valparaíso (Chile) el 20 de mayo de 1841, hija de Pierre Édouard Ducasse y Blanche Aline Pelletier.
Como miembro de la compañía del Théâtre Lyrique bajo la dirección de Pasdeloup y Vizentini, interpretó varios papeles en ese teatro, creando a Mab en La bella muchacha de Perth de Bizet, así como a Nérine en L'irato de Méhul (noviembre de 1868), Formosa en En Prison de Guiraud (marzo de 1869), Thérèse en Don Quichotte de Boulanger (mayo de 1869) y Nydia en Le Dernier Jour de Pompéi de Victorin de Joncières (septiembre de 1869).
Al pasar a la Opéra-Comique, creó a Léna en el estreno de La Princesse jaune en 1872 y a Frasquita en el estreno de Carmen en 1875, además de cantar en las primeras representaciones de obras estrenadas en otros lugares de la Opéra-Comique: Jacqueline en Le médecin malgré lui en 1872, Stéphano en Romeo y Julieta en 1873, una pastora en la reposición de 1874 de Le pardon de Ploërmel, Nicette en la reposición de 1871 de Le Pré aux clercs (la representación número 1000), Mirza en la producción de 1876 de Lalla-Roukh, Rita en el nuevo montaje de 1877 de Zampa (representación 500) y Papagena en la producción de 1879 de La flauta mágica.
Otros papeles incluyeron a Bertrand en la actuación del 500 aniversario («parodia») en la Opéra-Comique de Les Rendez-Vous Bourgeois de Isouard en marzo de 1873, Georgette en Le val d'Andorre en octubre de 1875 y Gillotin en Gille et Gillotin en marzo de 1877. En octubre de 1880, Ducasse cantó Germaine en el estreno de Monsieur de Floridor en la Opéra-Comique.
Después de aparecer como Marceline en Las bodas de Fígaro en mayo de 1882, Ducasse abandonó los escenarios para dedicarse a la docencia. Una de sus alumnas fue la actriz Amélie Dieterle. Falleció en el distrito IX de París el 4 de diciembre de 1923.